# Emporia (Virginia)
|  | Dieser Artikel wurde aufgrund von inhaltlichen Mängeln auf der Qualitätssicherungsseite des Projektes USA eingetragen. Hilf mit, die Qualität dieses Artikels auf ein akzeptables Niveau zu bringen, und beteilige dich an der Diskussion! Eine nähere Beschreibung der zu behebenden Mängel fehlt. |

Emporia ist eine unabhängige Stadt im US-Bundesstaat Virginia und liegt im Greensville County. Emporia ist auch der Verwaltungssitz des Countys. Das U.S. Census Bureau hat bei der Volkszählung 2020 eine Einwohnerzahl von 5.766 ermittelt.

## Geografie
Die Stadt hat eine Fläche von 18,1 km², davon sind 17,8 km² Land und 0,2 km² (1,00 %) Wasser. Die Stadt liegt am Meherrin River nahe der Grenze zwischen Virginia und North Carolina, etwa 100 km südlich von Richmond, 130 km westlich von Norfolk und in der Nähe von Gaston.

## Söhne und Töchter der Stadt
- Lawrence Lucie (1907–2009), Jazz-Gitarrist
- Theresa Merritt (1922–1998), Musicaldarstellerin und Filmschauspielerin
- John N. Dalton (1931–1986), Politiker und Gouverneur von Virginia
- Henry Jordan (1935–1977), American-Football-Spieler
- Benjamin S. Griffin (* 1946), General der United States Army

## Namensvarianten
Die Stadt besitzt einige Bezeichnungsvarianten:
- Belfield[3]
- Hicks Ford[4]
- Hicks’ Ford[5]
- Hicksford[6]
- Hicksville[7]